# Abcoude vasútállomás
Abcoude vasútállomás vasútállomás Hollandiában, De Ronde Venen városában.

## Vasútvonalak
Az állomást az alábbi vasútvonalak érintik:
- Amsterdam–Arnhem-vasútvonal

## Kapcsolódó állomások
A vasútállomáshoz az alábbi állomások vannak a legközelebb:
- Amsterdam Holendrecht
- Breukelen vasútállomás